# Multicast IP
A palavra Multicast é tipicamente associada com Multicast IP, que é um protocolo que manda pacotes eficientemente para múltiplos pontos distintos, ao mesmo tempo, em redes TCP/IP, usando um endereço Multicast[1]. È comumente associado com aplicações de áudio/vídeo, por exemplo, Protocolo_RTP.
Mas existem outros protocolos na Internet que implementam o conceito Multicast. O ATM, por exemplo, possui mecanismos para conexões ponto-para-multiponto ou multiponto-para-multiponto. Esse modelo geralmente assume que as estações participantes de uma comunicação sejam conhecidas com antecedência, de modo que árvores de distribuição possam ser geradas e recursos possam ser alocados pelos elementos da rede. O Multicast IP foi descrito pelo Arquiteto de Internet Dave Clark: “Você coloca pacotes de um lado e a rede conspira para entregá-los a qualquer um que os peça.”.
Apesar do Multicast IP ter um modelo conceitual bastante convincente, este demanda muito mais recursos, equipamentos e processamento na rede do que o modelo Unicast “best effort” ponto-a-ponto, o que tem gerado muitas críticas. Porém, ainda não foi apresentado nenhum mecanismo que permita ao modelo de Multicast IP ser aplicado a uma escala de milhões de pontos e/ou milhões de grupos multicast como seria de fato necessário para que as aplicações multicast em geral se difundam na Internet comercial. Até 2003, a maioria dos esforços para escalonar o multicast para grandes redes têm se concentrado no simples caso onde temos uma única fonte multicast, o que parece ser mais “tratável”, computacionalmente falando.
Por esta razão e por motivos econômicos, o Multicast IP não está muito em uso na Internet comercial. Outras tecnologias Multicast, que não são baseadas no Multicast IP, são bem populares, tais como o Internet Relay Chat e o PSYC. Elas podem não ser tão elegantes como o Multicast IP, mas são pragmáticas e funcionam melhor para grandes quantidades de pequenos grupos.
Entretanto, algumas comunidades dentro da Internet pública fazem uso regular do Multicast IP (pesquise a Mbone por exemplo), sendo também muito usado em aplicações especiais em redes IP privadas e na Internet2 – a RNP é um exemplo disso no Brasil. Multicast local, onde pacotes são enviados para grupos de hosts no mesmo “Data Link Layer” físico ou virtual, não requer roteamento muito complexo, e é portanto muito mais utilizado. Usa-se, por exemplo, no IPv6, para resolução de nomes e endereços, e em redes zeroconf para descobrir serviços, resolução de nomes e resolução de conflitos de endereços, substituindo protocolos broadcast ineficientes.
A conferência por Multicast IP foi apresentada inicialmente em maior escala quando foi usada para transmitir varias sessões do 23º IETF em Março de 1992 para pesquisadores e observadores ao redor do mundo. Desde então, seções especiais da IETF tem sido transmitidas por Multicast via MBONE e redes Multicast privadas.